# Цукровий корабель
«Цукровий корабель» (італ. La nave dolce) — італійський документальний фільм 2012 року режисера Даніела Вікарі, присвячений еміграції албанців до Італії. 

## Сюжет

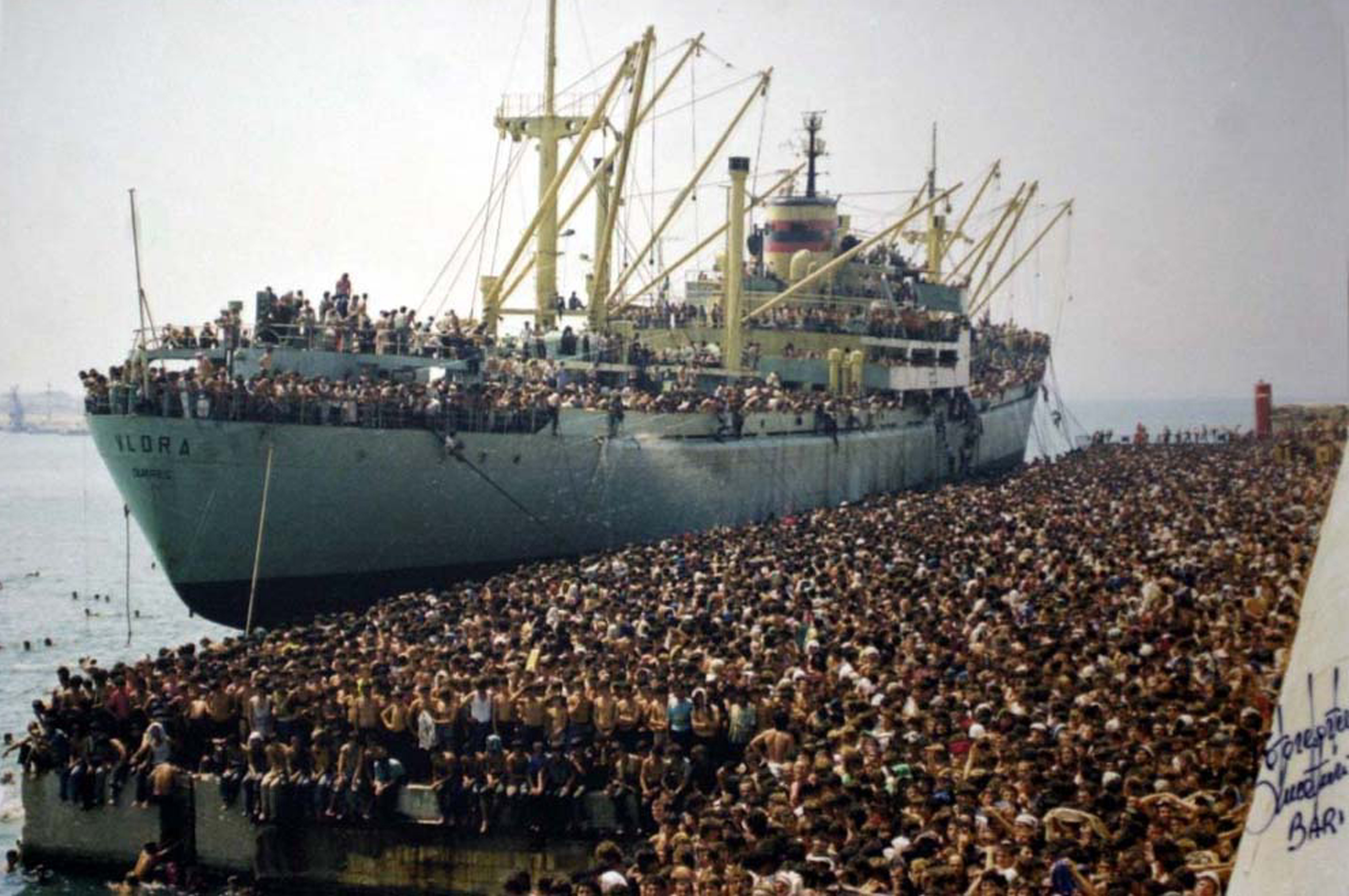
Порт Барі, повний албанських мігрантів (8 серпня 1991 року)

В 1991 році близько 18 000 албанців захопили «цукровий корабель» — корабель, що прийшов в Албанію з вантажем цукру, — і вирушили на ньому в Італію. Багато біженців втікали без речей. Добу корабель йшов до Італії, до міста Барі, а тамтешня влада, не знаючи, що робити з такою кількістю біженців, спочатку розмістили всіх в порту, а потім відправили на стадіон і опечатали виходи. Їжу скидали з вертольотів. Потім поступово почали депортувати людей назад в Албанію, хоча деяким вдалося втекти.

## У фільмі знімались
- Ервіс Аліа
- Джузеппе Бельвісо
- Марія Брешіа
- Роберт Будіна
- Едуард Кота
- Фортуната Делль'Орзо
- Кледі Кадіу
- Єва Карафілі
- Віто Лічезе
- Алі Марджіка
- Халім Мілакі
- Нікола Монтано
- Раффаель Нігро
- Луїджі Рока
- Доменіко Стей
- Агрон Сула
- Лука Турі